# Низяев, Вячеслав Михайлович
Вячеслав Михайлович Низяев (1912—1981) — советский инженер и организатор промышленности. Главный инженер Невинномысского химического комбината Министерства химической промышленности СССР. Лауреат Сталинской премии (1949). Герой Социалистического Труда (1971).

## Биография
Родился 17 марта 1912 года в городе Бежица, Брянской губернии.
С 1929 по 1934 году обучался на Днепропетровском химико-технологическом институте. С 1934 по 1942 годы руководил сменой на фосфорном цехе Воскресенского химического комбината имени В. В. Куйбышева.
С 1942 по 1945 годы в период Великой Отечественной войны работал в должности механика и главного механика на Кемеровском азотно-туковом заводе. 8 мая 1943 года Указом Президиума Верховного Совета СССР «за образцовое выполнение заданий правительства по увеличению производства оборонной продукции в начальный период войны» В. М. Низяев был награждён Орденом Красной Звезды.
С 1945 по 1950 годы, в течение пяти лет, В. М. Низяев — руководил Днепродзержинским азотно-туковым заводом, под его руководством и при непосредственном участии Днепродзержинский азотно-туковый завод разрабатывал новое направление в производстве азотной кислоты с внедрением метода двухступенчатого окисления аммиака.
В 1949 году Постановлением ЦК КПСС и Совета Министров СССР «за коренное усовершенствование производственного процесса синтеза химического продукта» Вячеслав Михайлович Низяев был удостоен — Сталинской премии.
С 1950 по 1957 годы, в течение семи лет, В. М. Низяев руководил строительством завода гидрирования, по производству аммиака, мочевины и метанола на Ангарском азотно-туковом заводе. С 1957 по 1977 годы, в течение двадцати лет, В. М. Низяев работал в должности главного инженера Невинномысского химического комбината, под руководством и при его непосредственном участии были созданы цеха по производству органических удобрений, в том числе фосфорной кислоты и фтористых солей, была удвоена мощность производства аммиачной селитры и досрочно пущено производство карбамида. 18 января 1965 года Указом Президиума Верховного Совета СССР «за образцовое выполнение заданий правительства по увеличению производства химической промышленности» В. М. Низяев был награждён Орденом Трудового Красного Знамени, а 8 января 1971 года «за выполнение пятилетнего плана» Невинномысский химический комбинат был удостоен — Ордена Трудового Красного Знамени.
20 апреля 1971 года Указом Президиума Верховного Совета СССР «за выдающиеся успехи в выполнении заданий пятилетнего плана, внедрение передовых методов труда и достижение высоких технических и производственных показателей» Вячеслав Михайлович Низяев был удостоен звания Героя Социалистического Труда с вручением Ордена Ленина и золотой медали «Серп и Молот».
Помимо основной деятельности В. М. Низяев занимался и изобретательской деятельностью: являлся автором сорока семи авторских свидетельств на изобретения.
С 1977 года вышел на заслуженный отдых.
Скончался 24 августа 1981 года в городе Невинномысске.

## Награды
- Медаль «Серп и Молот» (20.04.1971)
- Орден Ленина (20.04.1971)
- Орден Трудового Красного Знамени (18.01.1965)
- Орден Красной Звезды (08.05.1943[2])
- Медаль «За трудовую доблесть» (21.06.1954)
- Медаль «За трудовое отличие» (05.01.1950)
- Медаль «За победу над Германией в Великой Отечественной войне 1941—1945 гг.»
- Золотая медаль ВДНХ (1964)

### Звания
- Почетный гражданин города Невинномысска (29.08.1977[3])
- Его именем названа улица в Невинномысске[4]

### Премии
- Сталинская премия (1949)